# Sincopa (àlbum)
Sincopa, també anomenat Volum Sincopa, és el cinquè àlbum del grup mexicà de rap, Cartel de Santa.

## Recepció
A unes setmanes del llançament, Sincopa va situar-se entre els cinc àlbums més venuts de Mèxic, segons Billboard. A més, en la llista de "Latin Albums" de Billboard va començar en el lloc 67, fet inèdit que mai s'havia vist d'un grup de rap mexicà. Cada cançó acaba amb una trucada, parlen sobre el que faran per a la següent cançó. Cada cançó acaba sonant diferent. Vol dir que canvia amb diferent música, ja que és la de la cançó que segueix.

### Senzills
"Bombos y tarolas", "Traficando rimas", "Con el coco rapado", "Volar volar" i "El ratón y el queso".

## Llista de cançons
| Núm. | Títol                                                                           | Durada |
| ---- | ------------------------------------------------------------------------------- | ------ |
| 1.   | «Bombos y Tarolas»                                                              | 4:52   |
| 2.   | «Mariconático.,»                                                                | 4:29   |
| 3.   | «Traficando rimas» (ft. Bicho Ramírez)                                          | 4:35   |
| 4.   | «El hornazo»                                                                    | 4:10   |
| 5.   | «Escucha y aprende»                                                             | 4:13   |
| 6.   | «Con el coco rapado»                                                            | 4:02   |
| 7.   | «Dale fuego» (ft. Big Man)                                                      | 5:15   |
| 8.   | «El mal necesario»                                                              | 4:29   |
| 9.   | «Volar, volar» (ft. Patán)                                                      | 4:53   |
| 10.  | «Mobster Paradise» (ft. Mery Dee)                                               | 4:42   |
| 11.  | «Con el corazón»                                                                | 5:59   |
| 12.  | «El ratón y el queso» (ft. Big Man, W.Corona, Millonario, Cachorro y Vida Baja) | 8:25   |